# Ataenius luctuosus
Ataenius luctuosus är en skalbaggsart som beskrevs av Hermann Burmeister 1877. Ataenius luctuosus ingår i släktet Ataenius och familjen Aphodiidae. Inga underarter finns listade.